# 扎捷列奇内
扎捷列奇内（羅馬化：Zaterechnyy）是俄罗斯斯塔夫罗波尔边疆区的市级镇，属涅夫捷库姆斯克区管辖。地处斯塔夫罗波尔边疆区东部，位于区行政中心涅夫捷库姆斯克东北、州府斯塔夫罗波尔东偏南方，东距斯塔夫罗波尔边疆区与达吉斯坦共和国边界约31公里。镇内设有同名铁路车站。
1956年设市级镇。2022年人口有7,381人；2010年人口7,696；2002年人口7,697；1989年人口6,272。